# Patrick Muurling
Patrick Muurling (Dordrecht, 1990) is een Nederlands voormalig korfballer en huidig korfbalcoach.

## Spelerscarrière
Muurling maakte in 2009, op 19-jarige leeftijd zijn debuut in het 1e team van Deetos, een club die in de hoogste Nederlandse competitie speelde; de Korfbal League.
In zijn eerste seizoen, 2009-2010 kreeg hij van coach Hans Leeuwenhoek speelminuten in 2 wedstrijden. Deetos eindigde dit seizoen als 10e, waardoor het zonder nacompetitie degradeerde. 
In het seizoen erna promoveerde Deetos terug naar de Korfbal League, waardoor Muurling in seizoen 2011-2012 weer op het hoogste podium uitkwam. In dit seizoen kreeg hij onder coach Riko Kruit actie in 4 duels. In dit seizoen wist Deetos zich te handhaven in de league.
In het seizoen erna, 2012-2013 kreeg Muurling een basisplaats in Deetos 1. In dit seizoen speelde Muurling alle 18 competitieduels, maar Deetos degradeerde wederom aan het eind van het seizoen. Dit was wel Muurling's beste seizoen, want hij scoorde 54 goals en werd hiermee de 3e topscoorder van het team.

## Coachingscarrière
In 2016 werd Muurling, op 26-jarige leeftijd, coach.
Zijn eerste klus was bij CKV ONDO. Hier was hij 1 jaar hoofdcoach.

### Deetos
Na 1 jaar bij ONDO keerde Muurling in 2017 terug bij Deetos. Muurling werd de coach, samen met oud sterspeler Gert-Jan Kraaijeveld.
In dit seizoen speelde Deetos in de zaal in de Hoofdklasse, met de ambitie om terug te keren naar de Korfbal League. In dit seizoen bereikte Deetos de play-offs in de Hoofdklasse. Deetos versloeg in de play-offs AW.DTV en kwam in de Hoofdklasse Finale terecht. In de finale versloeg Deetos tegenstander Dalto met 26-25, waardoor het kampioen werd en promotie maakte naar de Korfbal League.
Zodoende speelde Deetos in Seizoen 2018-2019 weer in de Korfbal League, maar de ploeg wist slechts 1 duel te winnen. Hierdoor werd de ploeg 10e en degradeerde het terug naar de Hoofdklasse. Ook nam coach Kraaijeveld na dit seizoen afscheid.

### Retour bij ONDO
In de zomer van 2020 werd bekend dat Muurling voor seizoen 2020-2021 zou terugkeren bij ONDO. Hij verving vertrekkend coach Marcel le Pair. In 2022, na 2 seizoenen nam hij hier afscheid.